# 참반디
참반디(Sanicula chinensis)는 한국·중국·일본 등지에 분포하는 여러해살이풀로 높이 30-50cm이다. 줄기는 곧추서며 뿌리는 짧고 굵다. 뿌리에서 난 잎은 잎자루가 길며 줄기에서 난 잎은 잎자루가 짧다. 잎은 3갈래로 갈라지고 측편은 깊게 갈라졌다. 꽃은 복산꽃차례로 2-3회 갈라졌으며 흰색으로 7월에 핀다. 꽃잎은 5개인데 안으로 굽었고, 수술은 5개이며 거친 털이 있다. 열매는 원형이며 2-4개씩 달
리고 달걀 모양 원형으로서 갈고리 모양이다. 어린순은 먹으며, 뿌리는 이뇨제·해열제로 쓴다.